# Догмат

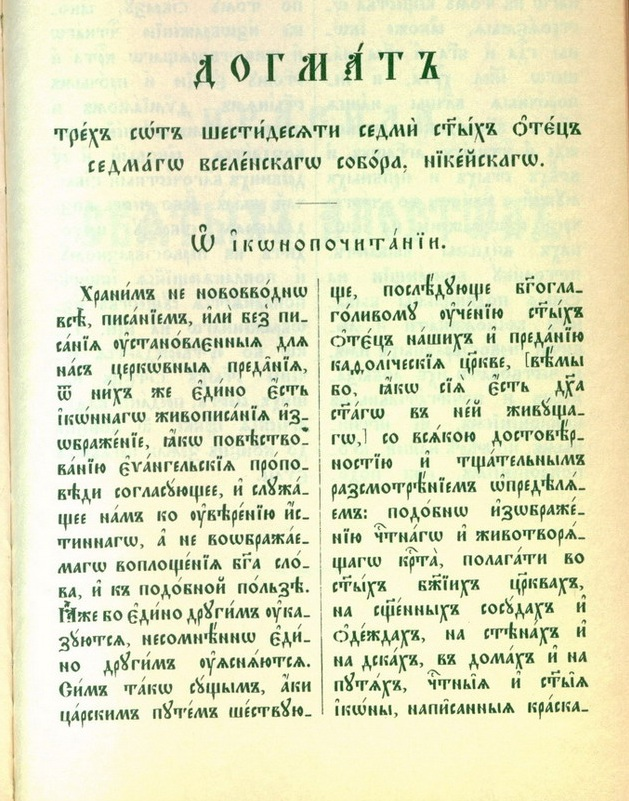
Догмат про іконошанування

Догма (від грец. δόγμα — думка, учення, постанова) — це офіційна система принципів чи доктрин релігії, таких як православ'я чи римо-католицизм, або позиції філософа чи філософської школи, такої як стоїцизм.

## Етимологія
В античній філософії словом «Догмат» позначалися загальноприйняті думки або фундаментальні максими. У «Державі» Платон користується цим словом і для позначення оприлюднених постанов, яким повинні слідувати воєначальники і воїни. Філон Александрійський за допомогою «догматів премудрості» споглядає світ, мабуть вбачаючи в догматах опис природної закономірності, що панує в навколишньому світі. У Йосипа Флавія це слово виступає в значенні «істинного вчення» (букв. Божественних приписів): «Кожному юдеєві від самого народження покладається почитати божественні приписи (τὸ νομίζειν αὐτὰ θεοῦ δόΥματα)». Цим же словом Йосип Флавій називає вчення секти есеїв.

## Поняття догмату у православному богослів'ї
Догмати як істини віри визначені Вселенською Церквою за сприяння Духа Божого і викладені нею не від себе, а від імені Св. Духа, в ім'я Христове, як істини богоодкровенні, не можуть мати іншого значення, крім як обов'язкових правил віри законів, що в усій своїй сукупності й істинному значенні повинні бути прийняті кожним християнином. Слово Боже забороняє найменший ухил від чистоти християнського вчення та будь-яку зміну його: «Але якби й ми або ангел із неба, — говорить . Павло, — почав благовістити вам не те, що ми вам благовістили, нехай буде проклятий» (Гал. 1, 8). Відповідно до цього, за свідченням історії, Церква справді так чинила, відлучаючи, силу даної їй Богом влади (Мф. 18,17-18), усіх, хто свідомо й наполегливо відкидав й перекручував догмати (1 правило VI Вселенського Собору).
Про значення догматів свідчить той факт, що з стародавніх часів і понині перед вступом в церковну общину людина, котру хрестять, повинна голосно прочитати Символ Віри, тобто засвідчити свою віру в догматичні істини Православ'я. Апостол Павло переконує тих, що увірували, твердо дотримуватись євангельського вчення, «аж поки ми всі не досягнемо 'єднання віри й пізнання Сина Божого, Мужа досконалого, міру зросту Христової повноти…» (Еф. 4, 13). Хто відступає від колись прийнятої апостольської віри, той позбавляє себе спасіння.
Історія Православної Церкви знає багато прикладів, коли заради збереження чистоти своєї віри люди йшли на смерть. Пізніше вони були канонізовані і православні віряни шанували їх як святих мучеників та сповідників. Христова Церква прославляє їх як поборників православної істини. Для православних догмати — непорушні закони їхньої віри. Якщо в літургійному житті окремих Православних Місцевих Церков є деякі відмінності, то в догматичному вченні серед них — строга єдність. Православне вчення свідчить, що догмати обов'язкові для всіх членів Церкви тому Церква не прощає того, хто вперто прагне забруднити чистоту апостольського вчення. Богослови посилаються на Біблейські слова апостола: «Людини-єретика, по першім та другім наставленні, відрікайся, знаючи, що зіпсувся такий та грішить, і він сам себе засудив» (Тит., 10–11). Аналогічно це стосується тих, хто відкидає основний християнський догмат — про Богочоловічність Христа Спасителя, свідчить апостол Іоан (1 Ін. 4, 3). Якщо будь-який гріх — наслідок слабкості волі, то єресь — наполегливість волі. Єресь — наполегливе противлення істині і як хула на Духа Істини не прощається. постановах Шостого Вселенського Собору говориться: «А ще, хто не утримує і не приймає догматів благочестя і не так мислить і проповідує, але хоче йти проти них, тому хай буде анафема по визначенню, колись складеному святими і блаженними отцями».
Розгляд наявних властивостей догматів приводить до такого висновку: догмати — це богоодкровенні істини, які містять собі вчення про триіпостасного Бога та Його ставлення до світу й, особливо, до людини, збережені, визначені й викладені Православною Церквою як незаперечні, незмінні та обов'язкові для всіх віруючих правила віри.
Отже, догматичне богослів'я є не що інше, як системний виклад православно-християнського вчення про триіпостасного Бога, Його властивості та дії стосовно світу й, особливо, людини.
Оскільки не на всі запитання, що виникають житті Церкви протягом того іншого періоду буття, є відповідь в Одкровенні, то й не всім істинам, що зберігаються в церковній свідомості — богослужбових текстах, творіннях святих отців,- будуть відповідати догмати.
Російський історик В. В. Болотов (1854—1900), розв'язуючи питання про співвідношення догматів іншими істинами, поряд із догматом як «істинним пізнанням фактів віри», вводить ще два поняття: 1) святоотцівський теологумен; 2) окрема богословська думка.
Теологумен для В. В. Болотова — це «богословська думка тих, які… більш ніж богослови: це богословські думки святих отців Єдиної Нероздільної Церкви; це думки тих мужів, серед яких стоять ті, які достойно іменуються „Вчителями Всесвіту“. Але всій повазі до теологуменів, вони не є для всіх обов'язковими». Прикладом таких теологуменів автор називає думку Св. Григорія Нісського про те, що нехрещені немовлята вже через свою чистоту також стають спадкоємцями вічних благ. Такої ж думки дотримувались і св. Григорій Богослов, вітчизняних письменників — св. Дмитро Ростовський (1652—1709) та Св. Феофан Затворник (1830—1894). Звичайно, доля цих немовлят буде не такою ж, як тих, що досягли святості через страждання й подвиги, але вона буде й не такою, як тих грішників, котрі не покаялися.
До теологуменів також може бути віднесений західний додаток до Символу Віри (8 член: … що від Отця і Сина сходить). Такої думки дотримуються також деякі сучасні богослови. Дехто вважає теологуменом так званий апокатастасис.
Що стосується богословських думок, то, згідно В. В. Болотовим, головна їх відмінність від догматів — це «відсутність авторитету». «У виборі моїх власних богословських думок, — пише він, — я вільний, але не беззаперечно … кордони моєї свободи — в обов'язковій вимозі, щоб ці мої власні думки не суперечили догматам».
Православна Церква осуджувала прояви всякого роду гносеомахіїта неосвіченості. Словами митрополита Московського Філарета (Дроздова), «необхідно, щоб ніяку, навіть в тайні сокровенну, премудрість, для нас чужу і ту, що нам не належить, ми не шанували, але зі згодою й покорою направляли розум до божественного спостереження і серце до небесних відчуттів».
Святитель Кирило Єрусалимський пише: «Сутність релігії складається двох наступних речей: точного пізнання догматів благочестя і із добрих справ, догмати без добрих справ неприємні Богу, не приймає Він і добрі справи, якщо вони основані не на догматах благочестя».
Святий Григорій Нісський роздумах про взаємовідношення догматів і заповідей (моральних правил), приходить до висновку, що «догмат важливіший і вищий, ніж заповідь».

## Адогматисти
Наприкінці XVIII ст. у протестантському середовищі з'явились релігійно-філософські теорії, що заперечували значення догматів християнському житті. Адогматисти відкидали догмати віри або ж в ім'я моральності (Кант, 1724—1804), або ж в ім'я релігійного почуття і настрою (Шлейермахер, 1768—1834). Вони гадали, що релігія повинна ґрунтуватися не на догматах, виключно на моральності моральному почутті. Подібно до них, адогматисти XIX століття (Рігль та Гарнак) сутність релігії також бачили в благочестивім християнськім настрої.
Позиція адогматистів полягала в тому, що вони вважали можливим духовне відродження людини своїми силами. Так, Кант вважав достатнім керуватися природним розумом, який, нібито, знаходиться під примусовою дією Всезагального Закону, що змушує нас чинити морально. Шлеєрмахер, навпаки, пропонував користуватись сердечними почуттями, які безпомилково вибирають добро.

Прибічники догматів заперечують, що вся сила християнства полягає не в догматах, в моральному вченні, і стверджують, що моральність людини тісно пов'язана догматичною свідомістю: без віри неможлива стійка моральність. Пошкодження догматичної свідомості, на їхню думку, часто призводить до пошкодження морального життя, і навпаки, хибність морального життя веде до затьмарення і викривлення догматичного світогляду.

## Поняття догмату у католицизмі

### Теорія догматичного розвитку
В Католицькій церкві є теорія догматичного розвитку. Згідно думкою більшості західних богословів, багато ще якого Божого вчення залишається Церкві невідомим, або, щонайменше, неясно усвідомлюється до того часу, поки розвиток догматичного вчення не розсіє неясності попередньої церковної свідомості. Ця теорія, яка отримала назву «теорії догматичного розвитку», є порівняно новою. Вона з'явилася в середині XIX століття. Її автор — кардинал Джон Генрі Ньюмен.
Розвиток догматичної науки святий Вікентій Ліринський порівнює з розвитком людського організму: «Релігія — справа душі, нехай уподібнюється в цьому відношенні тілу, — говорить він. — 3 роками тіла розкривають і розвивають члени свої, однак залишаються тим же, чим і були. Квітуча пора дитинства, зрілий вік і старечий між собою зовсім відмінні, але старими робляться ті ж, котрі були колись дітьми. Так що хоча зріст і зовнішність однієї і тієї ж людини змінюється, але природа її залишається та ж. Такому закону процвітання повинно слідувати і догматичне вчення християнської релігії. Нехай воно роками укріплюється, з часом розширюється, віком зростає, але залишається непорушним і непошкодженим, цілим і досконалим, без усякої втрати своєму змісті, без усякої зміни своїх визначеннях».